# Jaman sud
Le district de Jaman sud est l’un des 22 districts de la Région de Brong Ahafo du Ghana
Il a été créé par décret présidentiel le 12 novembre 2003 par scission du district de Jaman, créant, de la même façon, le district de Jaman nord